# Besboro
Besboro (Inupiaq: Qikiqtaq) je mali otok u zaljevu Norton, Beringovo more, na obalama Aljaske. Nalazi 18 km zapadno od kopna i 61 km jugozapadno od Božićne planine, u planinama Nulato Hills.
Otok Besboro proteže se od sjevera prema jugu i dugačak je samo 3 km, a najširi u širini 800 metara. Međutim, vrlo je krševit, uzdiže se do visine od 275 m. Administrativno, ovaj otok pripada Nome Census Area, Aljaska. U vlasništvu je Unalakleet Native Corporation (90%) i Shaktoolik Native Corporation (10%). Mještani ga koriste za preživljavanje i rekreacijske aktivnosti, a dubokovodni brodovi za sigurnu luku u olujnom vremenu. Plimni pješčani izljev koji se proteže od sjeveroistočnog kuta je područje za izvlačenje tuljana.

## Etimologija
Ovaj je otok imenovao 12. rujna 1778. kapetan James Cook (1785., v. 2, str. 479), RN, koji ga je objavio kao "Otok Besborough". Dio je Beringove jedinice Nacionalnog rezervata divljih životinja na Aljasci.

## Vanjske poveznice
- Život ptica  Arhivirana inačica izvorne stranice od 27. svibnja 2012. (Wayback Machine)
- Slika